# Estilo de Kerch

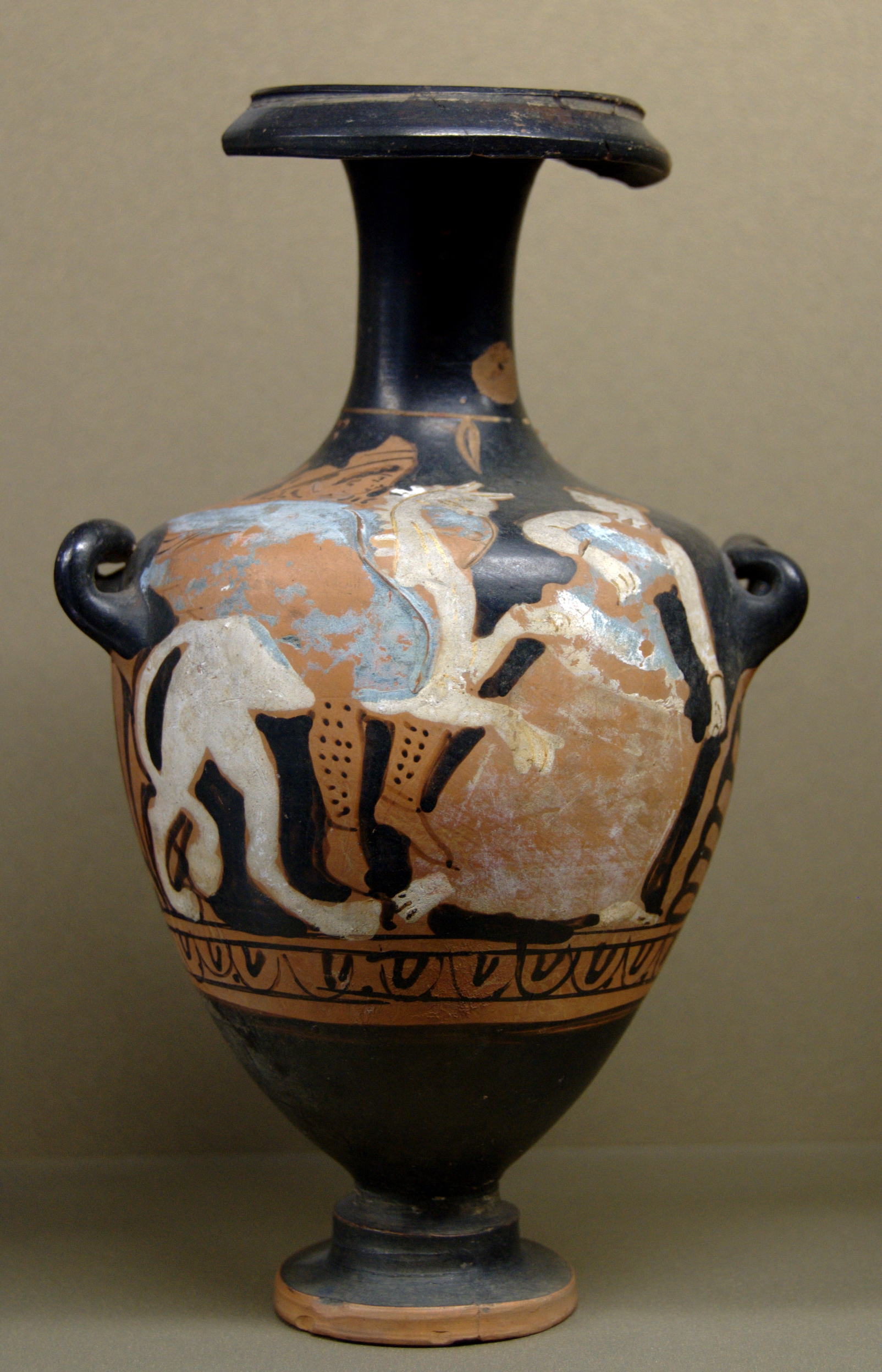
Hidria ática pintada en estilo de Kerch, c. 370-350 a. C.

El estilo de Kerch (cerámica de Kerch) es un estilo de cerámica griega de figuras rojas utilizado para producir cerámica pintada en Antigua Ática en los años 300 a. C. Representó así la última fase de la cerámica ática. El estilo toma su nombre del hecho de que su principal comercio se encontraba en Panticapeo (actual Kerch) y en otros lugares del norte de la región del mar Negro, donde se han realizado los principales hallazgos del estilo.

## Historia
El estilo Kerch floreció en torno al 350 a. C. Su aparición se ha explicado por la necesidad de encontrar nuevos mercados para la cerámica producida en la Atenas después de que el importante mercado anterior del sur de la Italia en la Magna Grecia se hubiera vuelto autosuficiente con el nacimiento de la cerámica del sur de Italia.
Este estilo se produjo en Atenas y otras partes de la antigua Ática, posiblemente también en la antigua Calcídica. Se ha encontrado mucha cerámica, especialmente en las tumbas alrededor de Panticapeo en la actual Crimea. Era la ciudad más rica de la región y los vasos de estilo de  Kerch parecen haber sido una especie de símbolo de estatus allí.

## Cerámica
Los tipos de vasos que utilizaban el estilo de Kerch eran especialmente cráteras, hidrias,  pélices, lecánides y lebes gámicos, que tenían mucha superficie para pintar. Estos vasos suelen presentar una cantidad considerable de figuras, a menudo dispuestas en forma de pirámide. Uno de los personajes es a menudo el personaje central. La decoración presenta abundante sobrepintado, especialmente en blanco, amarillo y dorado.

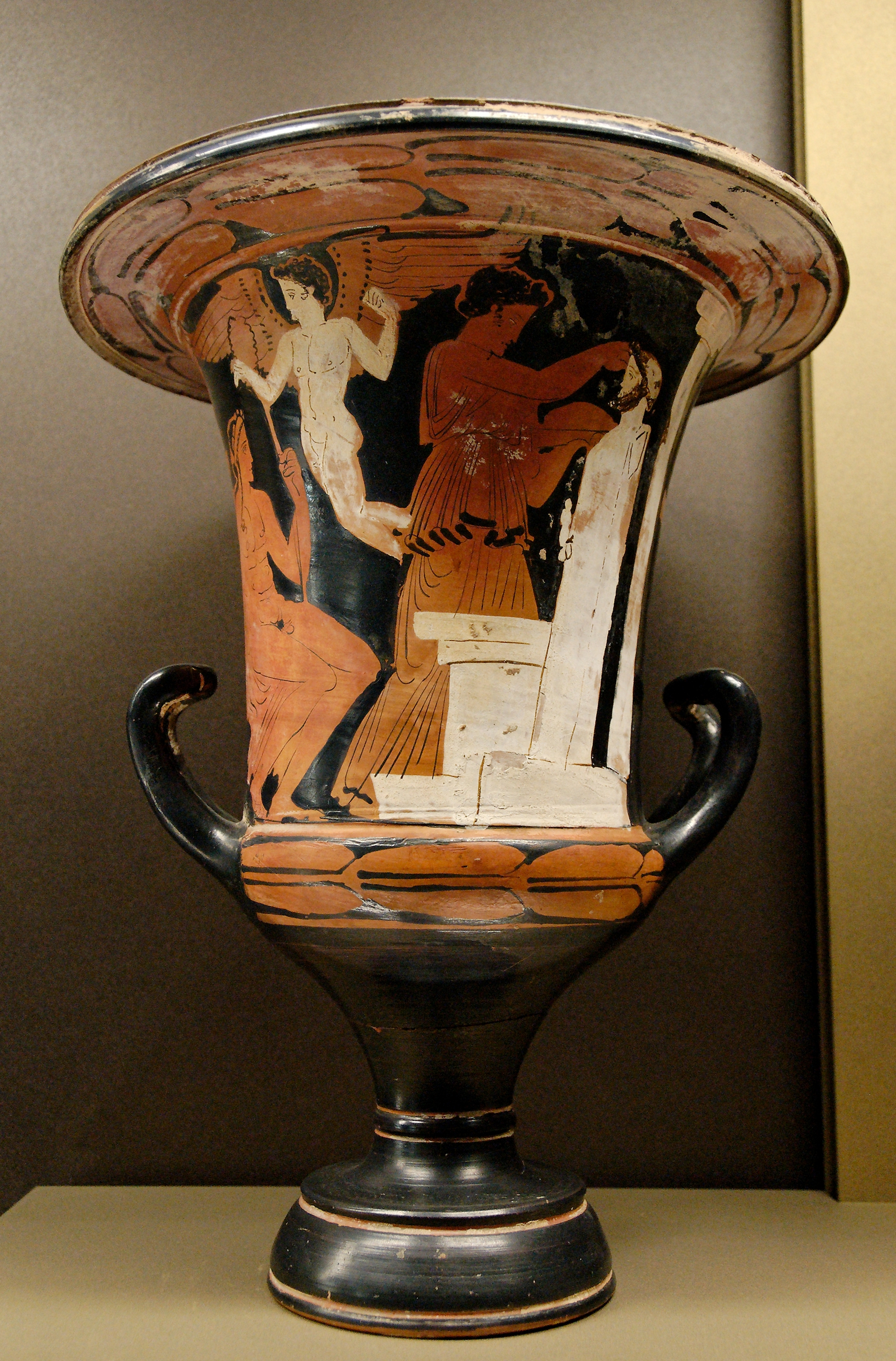
Crátera. Pintor de Atenas 1375, c. 375–350 a. C.
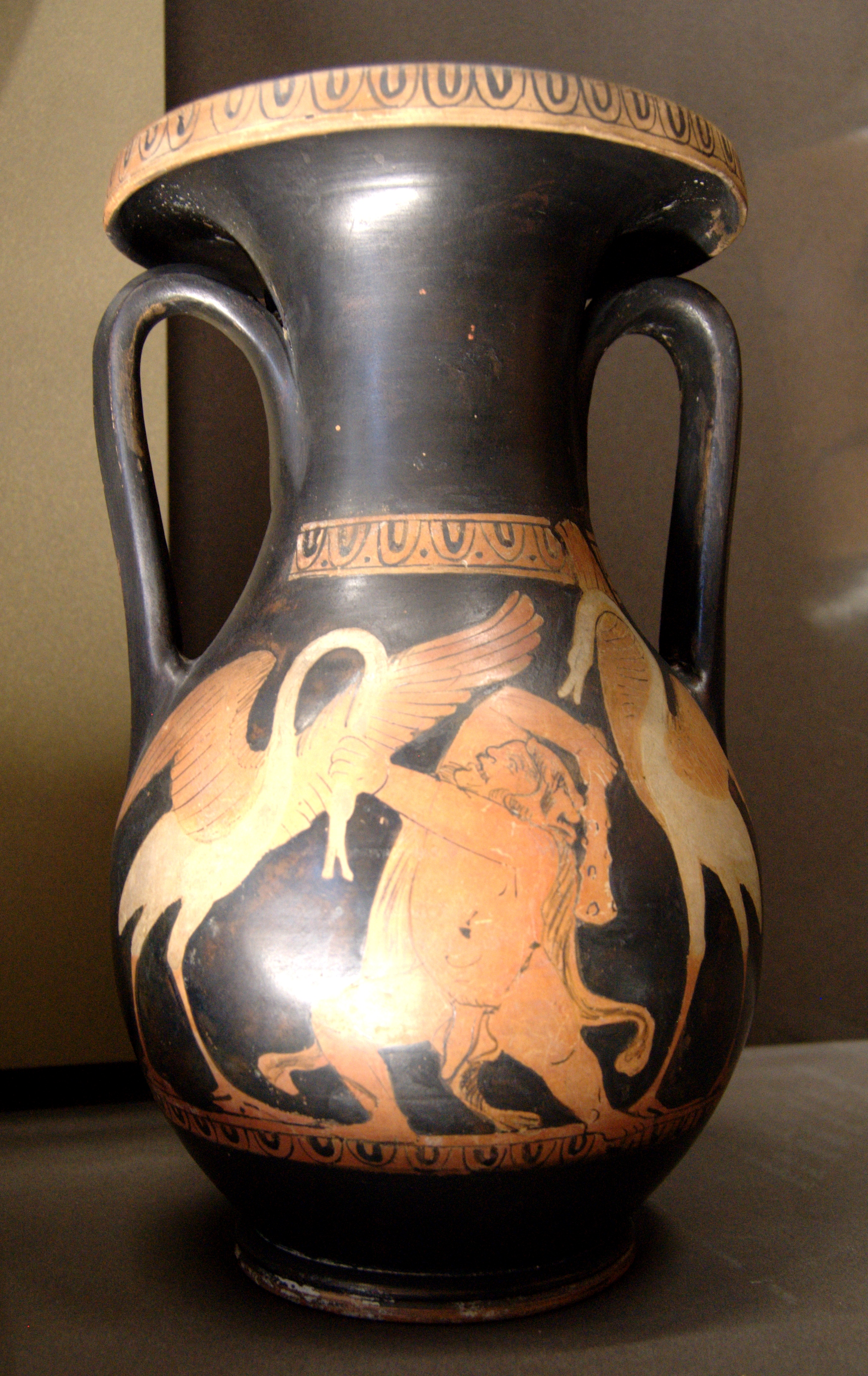
Pélice, c. 375–350 a. C.
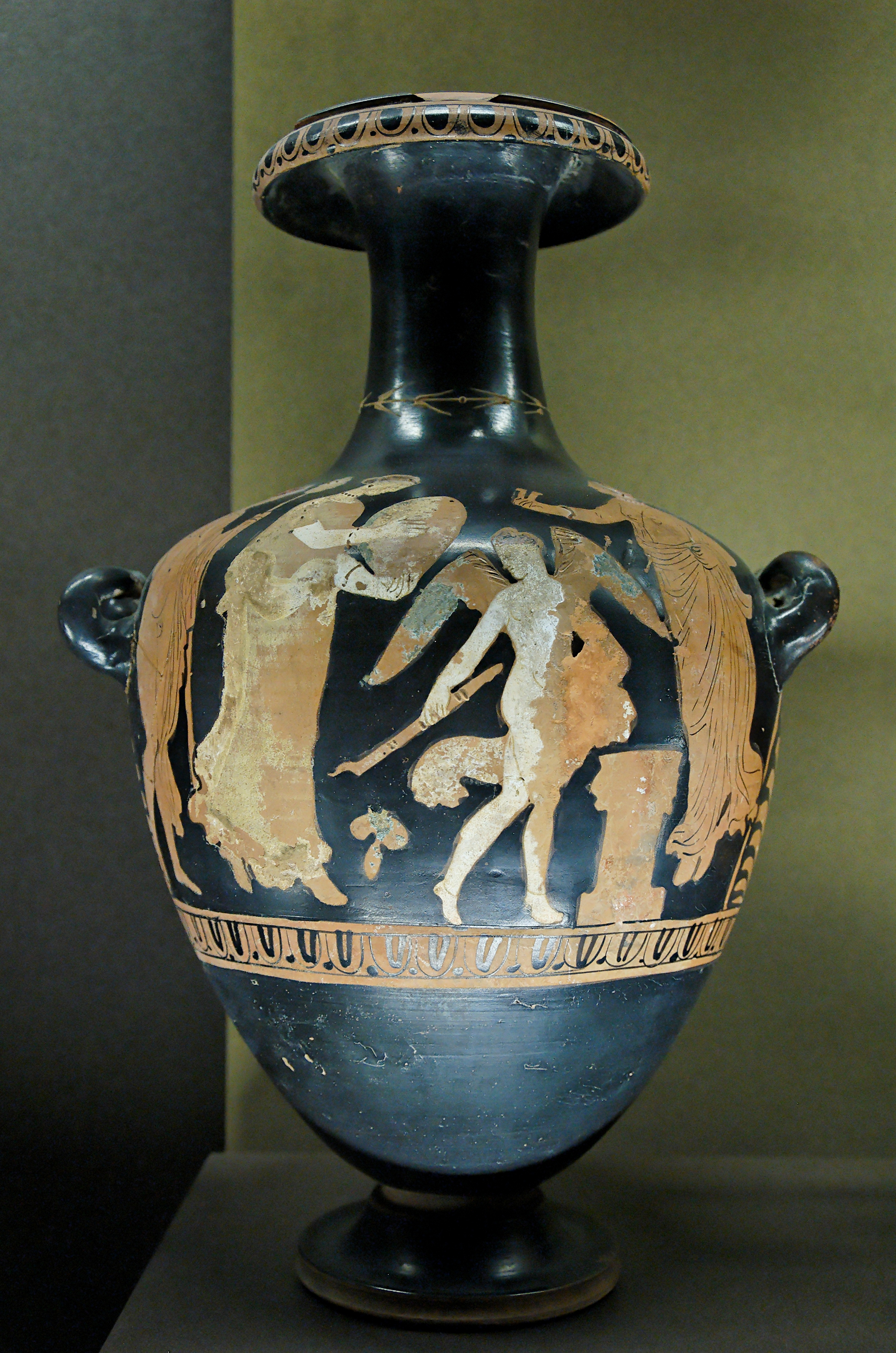
Hidria, c. 375–350 a. C.
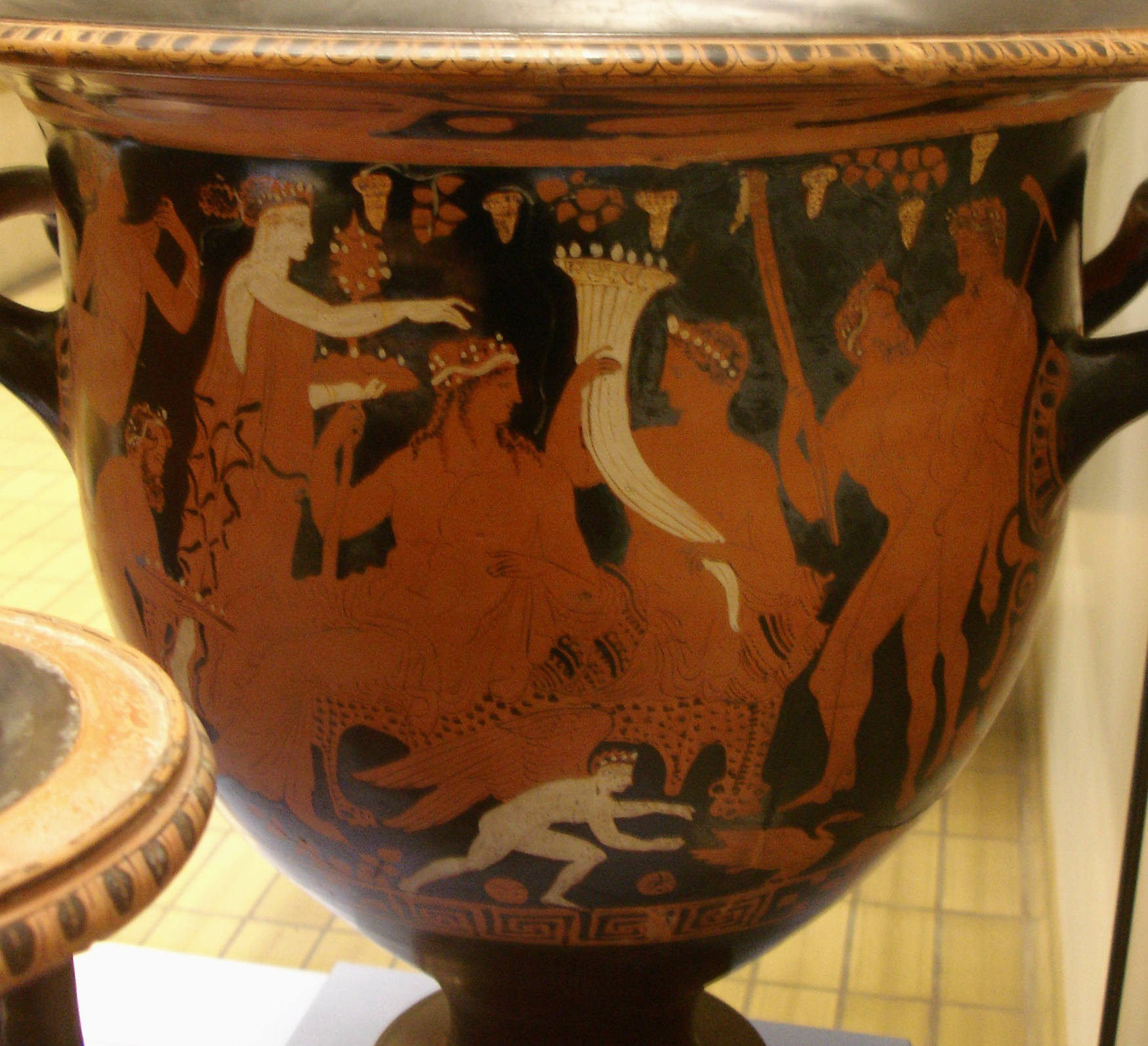
Dioniso y Plutón. Crátera del Pintor de Pourtales, c. 370–360 a. C.
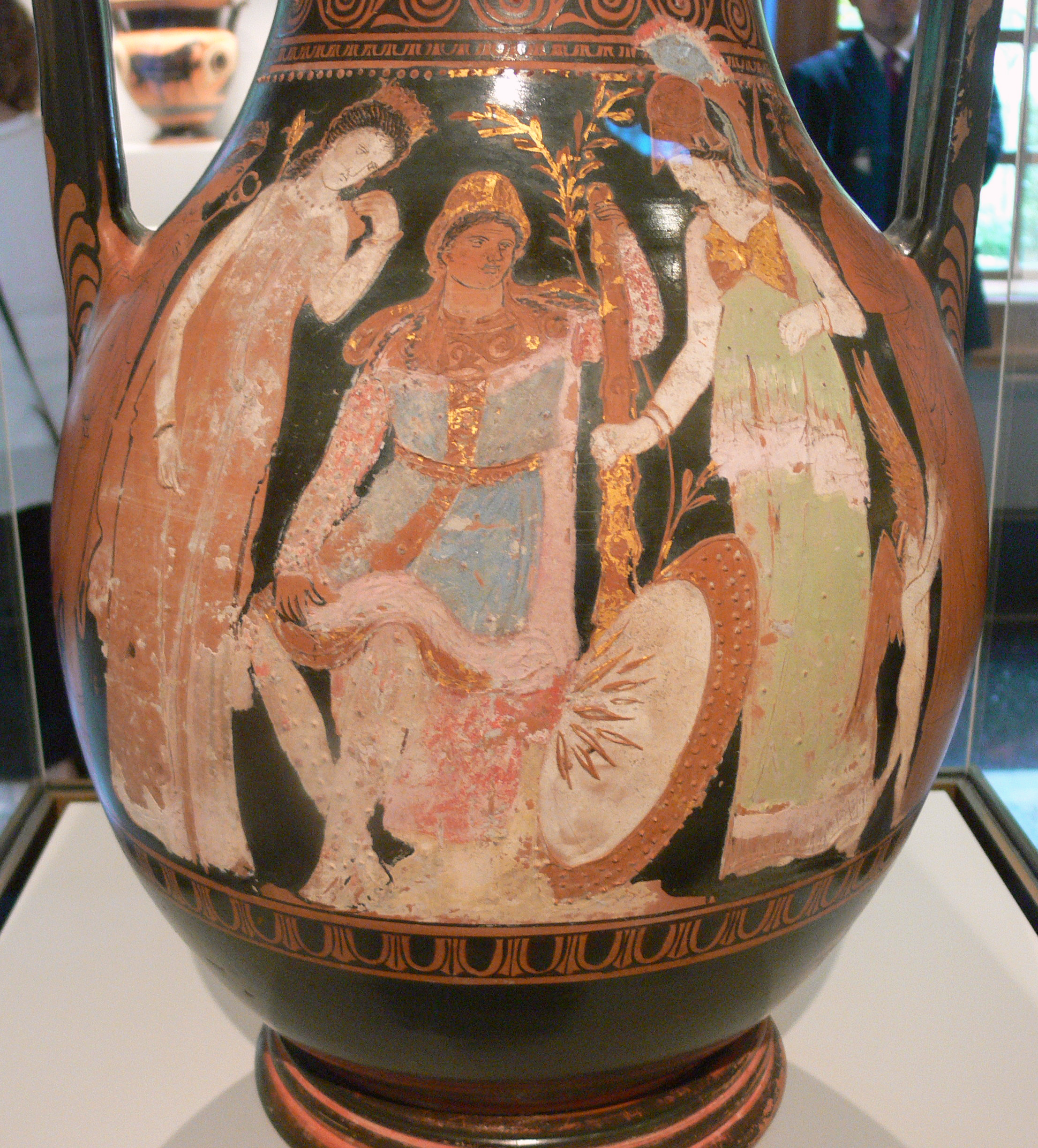
El juicio de París. Pélice, Pintor de la procesión nupcial, c. 360 a. C.
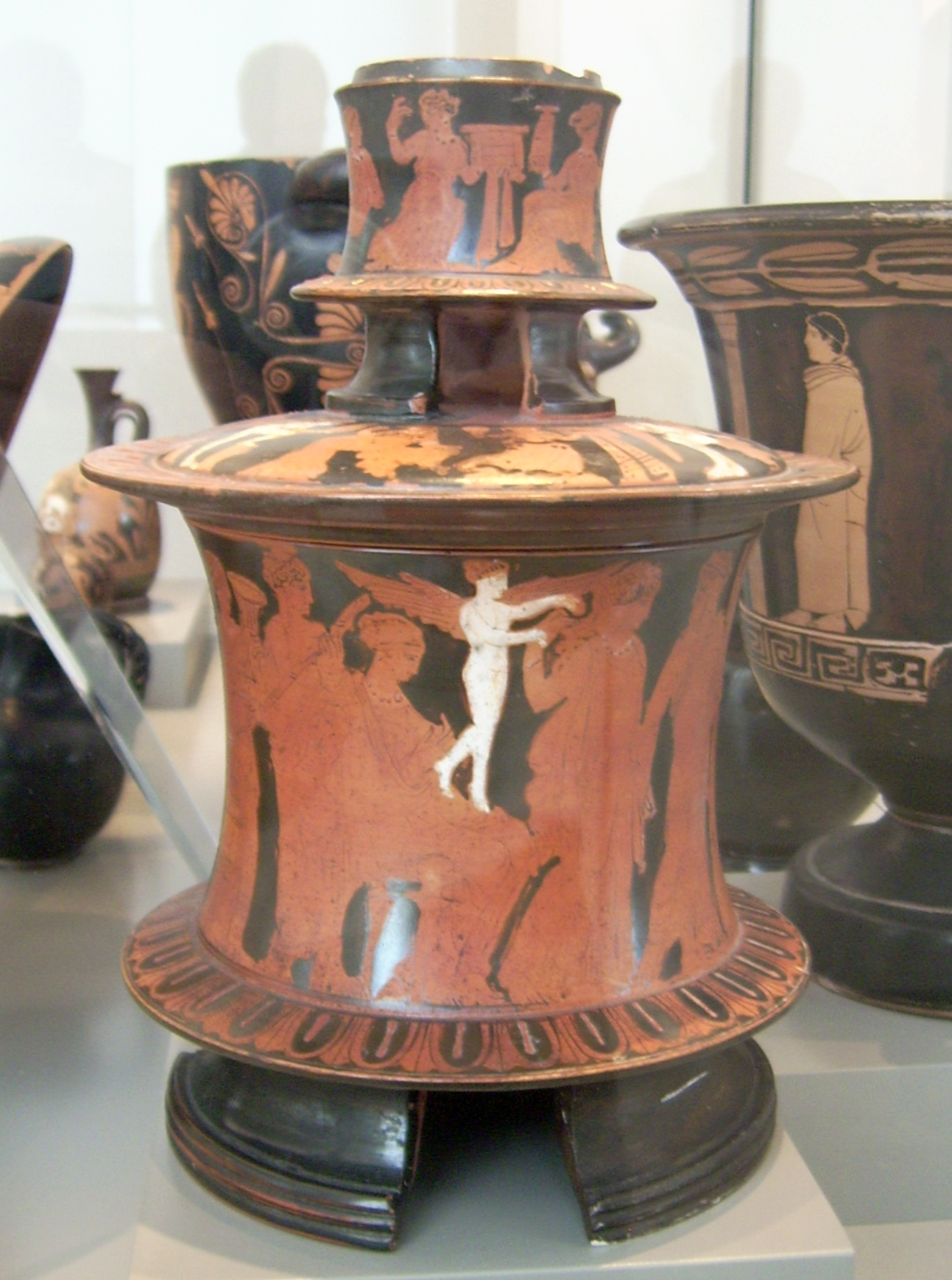
Píxide, c. 360–350 a. C.
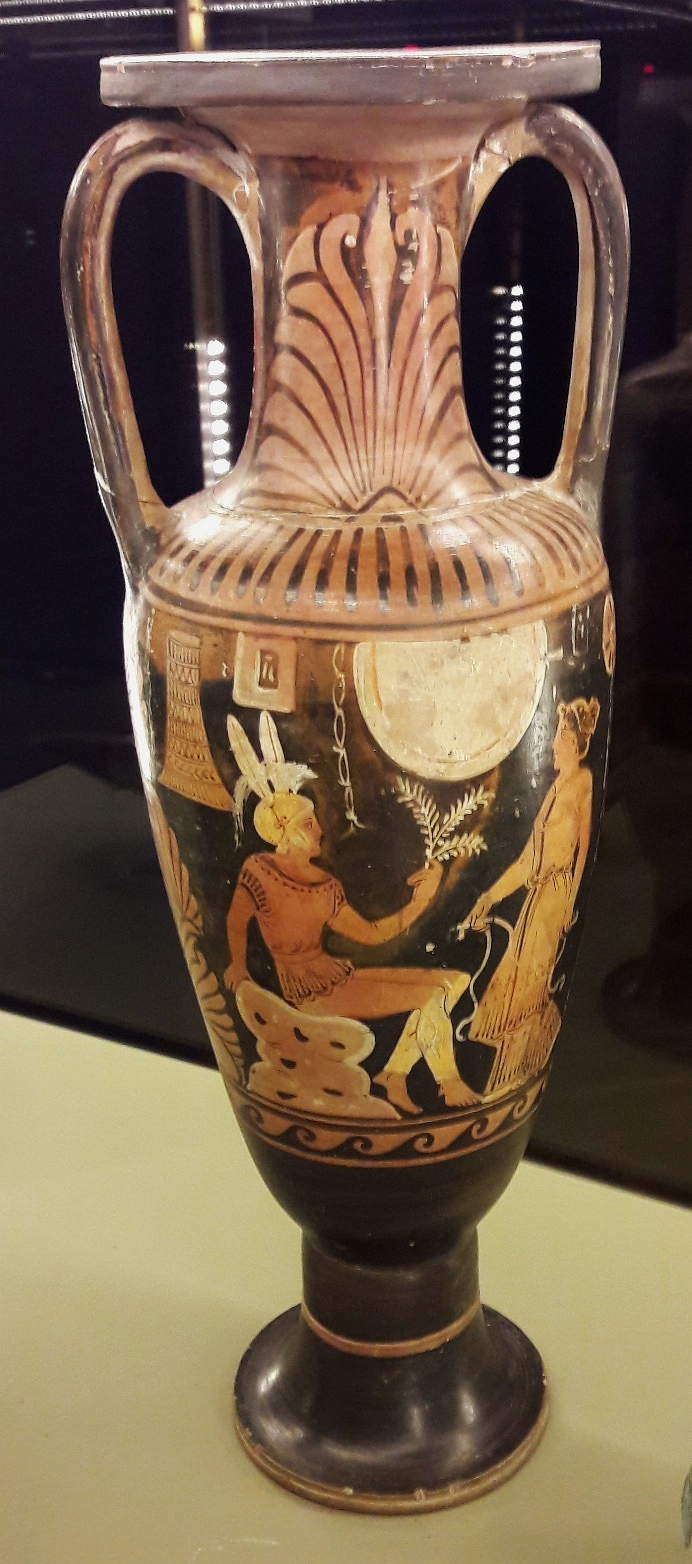
Ánfora, c. 350–325 a. C.